# The Brightness
The Brightness è il terzo album della cantautrice Anaïs Mitchell pubblicato nel 2007 dalla Righteous Babe Records di Ani DiFranco. È stato registrato presso gli studi The Bristmill a Bristol e prodotto da Michael Chorney.

## Tracce
1. Your Fonder Heart
2. Of A Friday Night
3. Namesake
4. Shenandoah
5. Changer
6. Song of the Magi
7. Santa Fe Dream
8. Hobo's Lullaby
9. Old-Fashioned Hat
10. Hades & Persephone
11. Out of Pawn